# ジャパン・フード&リカー・アライアンス
ジャパン・フード&リカー・アライアンス株式会社（略称:JFLA）は、かつて存在したJFLAグループの中間持株会社。
2006年2月1日にマルキン忠勇株式会社が持株会社に移行し、社名を変更した。株式会社JFLAホールディングスの完全子会社で後に同社に吸収合併された。かつては盛田アセットマネジメントが筆頭株主の盛田グループの企業であった。

## 沿革

### 旧・忠勇株式会社
- 1896年（明治29年）10月 - 若林一族の清酒醸造業が法人化し、若林合名会社が兵庫県武庫郡都賀浜村（現・神戸市灘区）、灘五郷の一つ、西郷にて設立。商標を「忠勇」とする。
- 1944年（昭和19年）7月19日 - 同業2社と若林酒造株式会社を設立。
- 1946年（昭和21年）12月 - 若林酒造、若林食品工業株式会社を設立。
- 1947年（昭和22年）10月1日 - 若林酒造、若林合名会社および若林食品工業と合併。
- 1948年（昭和23年）6月1日 - 若林酒類食品株式会社に商号変更。
- 1966年（昭和41年）8月1日 - 忠勇株式会社に商号変更。
- 1976年（昭和51年） - 清酒「忠勇」の商標権を白鶴酒造株式会社に譲渡。

### 旧・マルキン忠勇株式会社
- 2000年（平成12年）4月1日 - 忠勇、丸金醤油と合併。忠勇を存続会社とし、マルキン忠勇株式会社に商号変更。旧・丸金醤油本社（香川県小豆郡内海町）を本社としており、実態は逆さ合併であった。
- 2001年（平成13年） - 盛田グループに参入。盛田株式会社（現・盛田アセットマネジメント）の子会社となる。

### ジャパン・フード&リカー・アライアンス株式会社
- 2006年（平成18年）2月1日 - 持株会社へ移行し、ジャパン・フード&リカー・アライアンス株式会社に商号変更。同時に製造部門を分離し、新・マルキン忠勇株式会社として完全子会社化。
- 2007年（平成19年）
  - 10月1日 - マルキンバイオ株式会社を吸収合併。
  - 10月22日 - 酒類販売中間持株会社として、株式会社伝統蔵を設立。
- 2009年（平成21年）10月1日 - ジャパン・フード&リカーアライアンス酒類販売株式会社が、ジャパン・フード&リカー・アライアンス食品販売株式会社を吸収合併し、JFLA販売株式会社に商号変更。同時に、両社のアルカン事業を会社分割により、株式会社アルカンに統合。
- 2010年（平成22年）
  - 4月 - バイオ部門を株式会社食品バイオ研究センターとして分社化。同月、子会社の盛田株式会社がグループの酒類・食品製造会社（マルキン忠勇株式会社、株式会社高橋弥次右衛門商店、加賀屋醤油株式会社、株式会社ハイピース、株式会社伝統蔵、マルキンインターナショナル株式会社、株式会社食品バイオ研究センター）の親会社となる。
  - 9月1日 - 株式会社食品バイオ研究センターの全株式をダイソー株式会社に譲渡[1]。
  - 9月30日 - モリタフードサービス株式会社の全株式をMorita & Sons Inc.に譲渡[2]。
- 2011年（平成23年）4月1日 - 盛田株式会社が、株式会社伝統蔵およびマルキンインターナショナル株式会社を吸収合併[3]。
- 2013年（平成25年）
  - 2月27日 - 子会社である株式会社ブルーゲイツの保有全株式を譲渡[4]。
  - 4月1日 - 盛田株式会社が同じくJFLAグループのJFLA販売株式会社と、その子会社のマルキン共栄株式会社および子会社のマルキン忠勇株式会社、株式会社ハイピース、株式会社高橋弥次右衛門商店、加賀屋醤油株式会社を吸収合併[5]。
  - 12月25日 - 盛田株式会社の子会社である藤井酒造株式会社の全株式を十字屋ホールディングス株式会社に譲渡[6]。
- 2014年（平成26年）
  - 2月10日 - 大阪本社が西区江戸堀一丁目の江戸堀ヤタニビルに移転。
  - 8月20日 - 盛田株式会社の子会社である白龍酒造株式会社の全株式を譲渡した[7]。
  - 11月25日 - 盛田株式会社の子会社である株式会社岡田屋本店の全株式を譲渡した[8]。
- 2015年（平成27年）
  - 6月29日 -  株式会社アスラポート・ダイニングとの業務資本提携及び第三者割当による新株式発行で同社がJFLAの筆頭株主となった[9]。
  - 11月6日 - 代表取締役会長盛田英夫への各種の便宜供与に係る疑義を理由に決算短信の開示を延期した。盛田英夫は調査を待って取締役辞任の意向を示した[10]。
  - 12月8日 - 独立調査委員会の調査を受けて盛田英夫代表取締役会長は12月9日辞任し、ほかすべての取締役も次の定時株主総会で退任、監査等委員会設置会社へ移行を決定した。次期代表取締役社長は檜垣周作アスラポート・ダイニング社長を予定する[11]。
- 2016年（平成28年）
  - 2月23日 - 定時株主総会決議により監査等委員会設置会社へ移行、代表取締役社長に檜垣周作が就任[12]。
- 2017年（平成29年）
  - 3月1日 - 株式交換により東洋商事株式会社を完全子会社とする[13]。
  - 4月1日 - 株式取得により千代菊株式会社と常楽酒造株式会社を盛田の子会社とする[14]。
  - 8月1日 - 第三者割当増資を行い、株式会社アスラポート・ダイニングがその他の関係会社となる[15]。
  - 10月 - 株式取得により株式会社アークを子会社とする[16]。株式取得により佐藤焼酎製造場株式会社と銀盤酒造株式会社を盛田の子会社とする[17][18]。
- 2018年（平成30年）
  - 3月16日 - 株式会社アスラポート・ダイニングとの間で、同年8月1日付で株式交換を行う契約を締結[19]。
  - 7月27日 - 東京証券取引所二部上場廃止。
  - 8月1日 - 株式交換により、同日付で株式会社アスラポート・ダイニングから商号変更した株式会社JFLAホールディングスの完全子会社となる[20][21]。
- 2021年（令和3年）
  - 4月1日 - 株式会社JFLAホールディングスに吸収合併されて解散する[22]。

## 傘下企業

### 酒類・食品製造事業
- 盛田株式会社 - 酒類醸造、食品・調味料等製造販売
  - 加賀の井酒造株式会社 - 酒類醸造販売
  - 株式会社老田酒造店 - 酒類醸造販売
  - 中川酒造株式会社 - 酒類醸造販売
  - 大連丸金食品有限公司 - 中国における醤油醸造販売
  - 千代菊株式会社 - 酒類醸造販売
  - 常楽酒造株式会社 - 酒類醸造販売
  - 佐藤焼酎製造場株式会社 - 酒類醸造販売
  - 銀盤酒造株式会社 - 酒類醸造販売
  - マルキン醤油株式会社 - ブランド価値向上のための支援活動
  - 忠勇株式会社 - ブランド価値向上のための支援活動
  - 株式会社マルシチ - ブランド価値向上のための支援活動
  - 加賀屋醤油株式会社 - ブランド価値向上のための支援活動

### 輸入・販売事業
- 東洋商事株式会社 - 業務用総合食品商社
- アンキッキ協栄株式会社 - 中華食材等の総合卸売
- 株式会社アルカン - 高級食材・ワイン輸入・水産加工品
  - アルカン ザール - 高級食材・ワインの日本への輸出（フランス現地法人）
- 株式会社アーク - 高級食材・ワイン輸入

### その他
- JFLAコンサルティング株式会社

## かつてのグループ会社
- モリタフーズ株式会社 - 食品商社。盛田製品の卸売と、中国韓国向けの食品や酒類の輸出業を営む。
- モリタフードサービス株式会社 - レストラン経営。同社代表取締役会長の盛田英夫が代表取締役を務めるMorita & Sons Inc.に譲渡。
- 株式会社食品バイオ研究センター - ファインケミカル事業。ダイソー株式会社に譲渡された後、サンヨーファイン株式会社に吸収合併。
- 株式会社ブルーゲイツ - 冷凍鮮魚の調達・供給事業。保有全株式を譲渡。
- 聖酒造株式会社 - 酒類醸造販売。2011年12月、全株式を譲渡。
- 藤井酒造株式会社 - 酒類醸造販売。2013年12月、全株式を十字屋ホールディングス株式会社に譲渡。
- 白龍酒造株式会社 - 酒類醸造販売。2014年8月、全株式を譲渡。
- 株式会社岡田屋本店 - 酒類醸造販売。2014年11月、全株式を譲渡。
- 見砂酒造株式会社 - 酒類醸造販売。2016年8月、全株式を譲渡。